# Llista de peixos de les illes Kerguelen

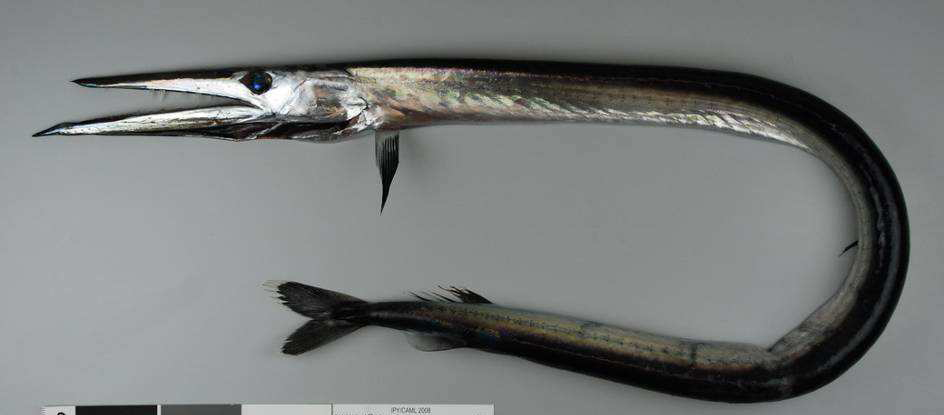
Anotopterus vorax

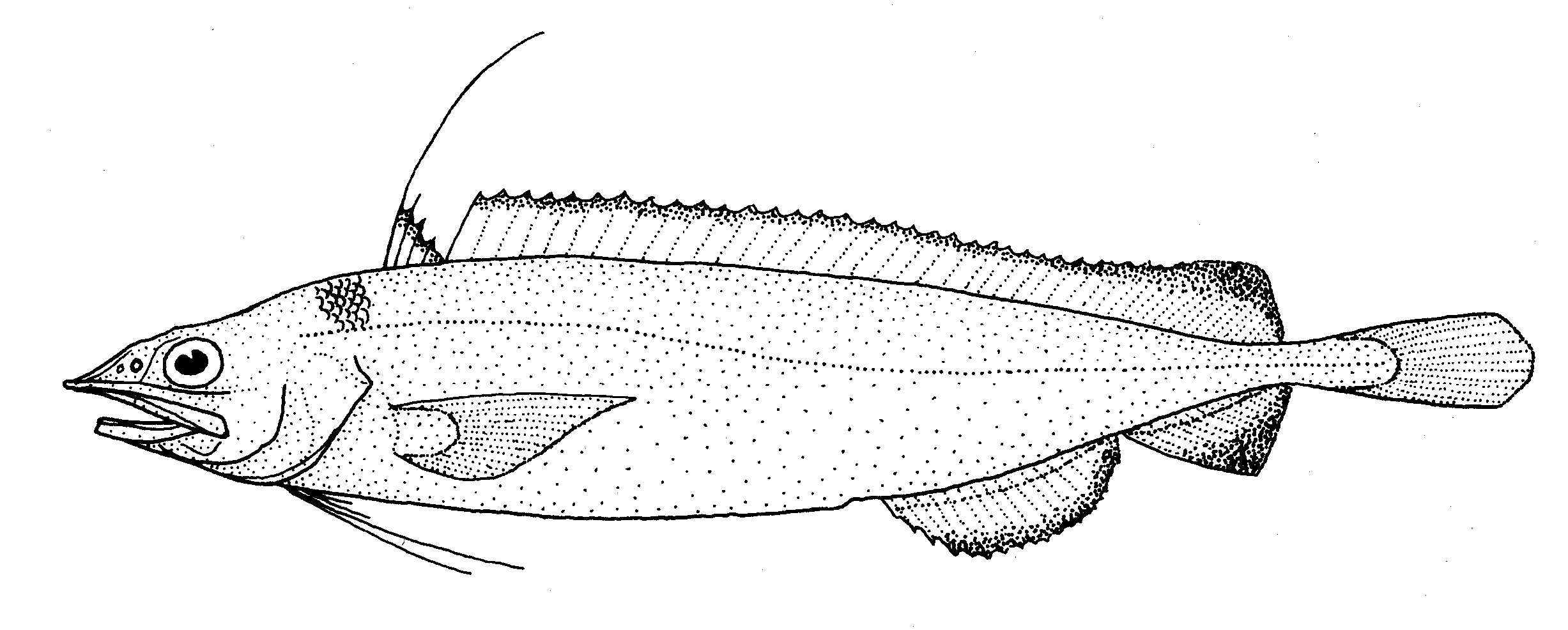
Antimora rostrata

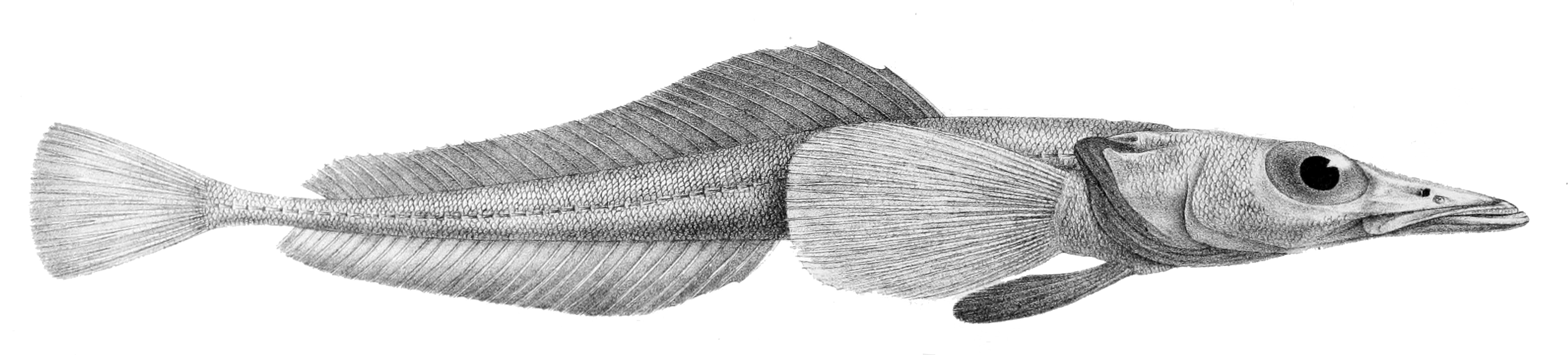
Bathydraco antarcticus

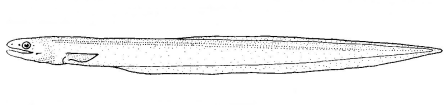
Diastobranchus capensis

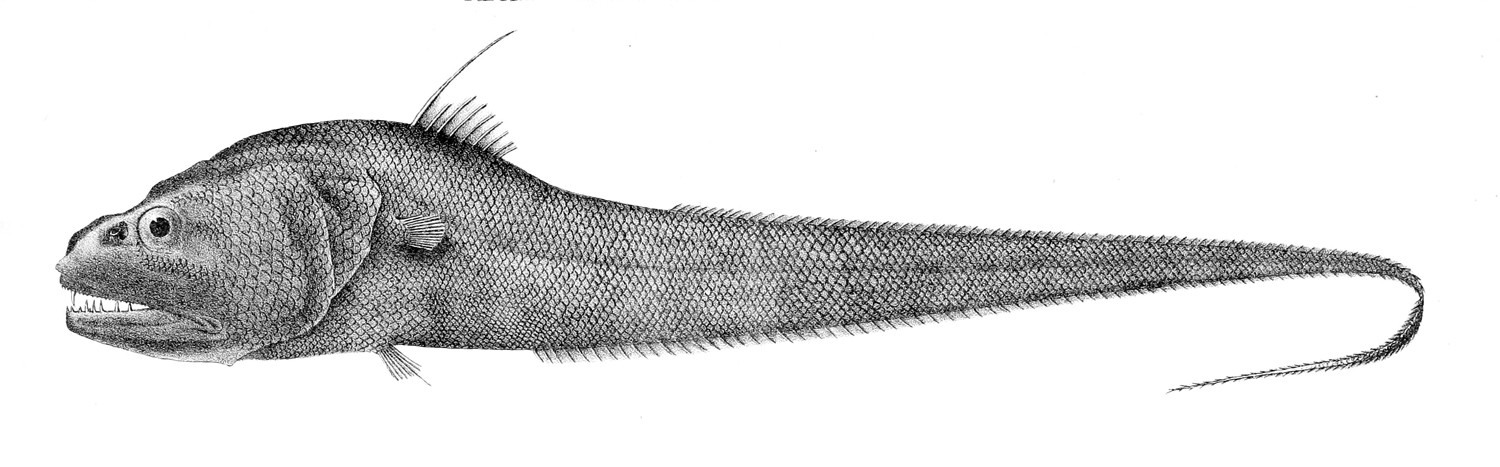
Cynomacrurus piriei

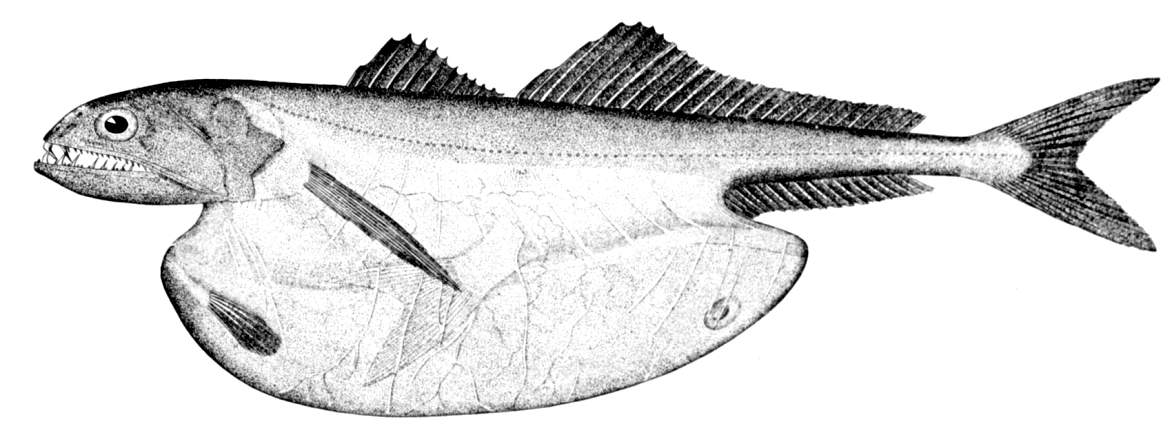
Chiasmodon niger

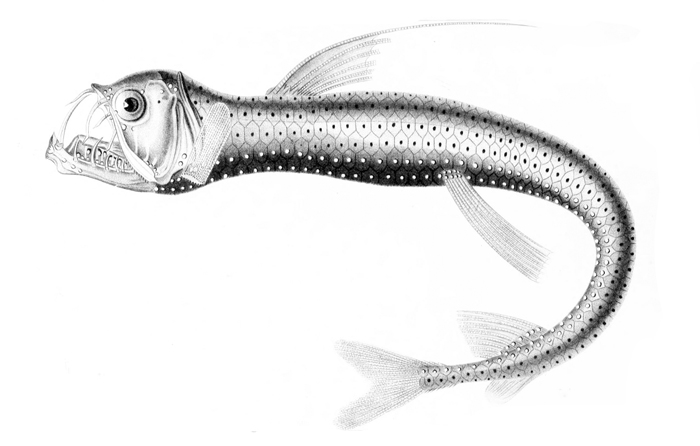
Diable golut (Chauliodus sloani)

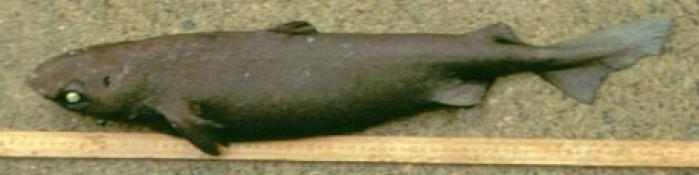
Pailó (Centroscymnus coelolepis)

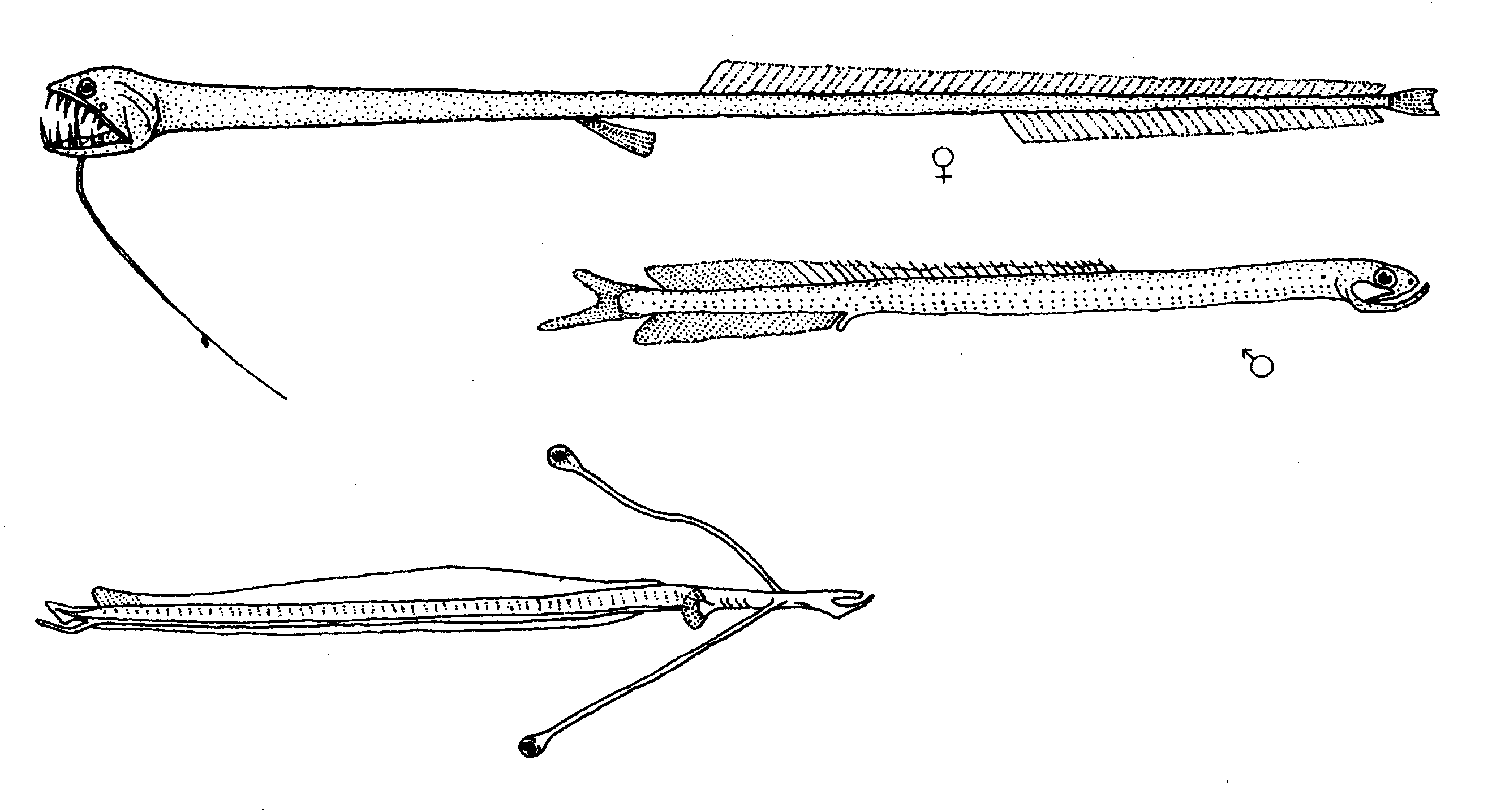
Idiacanthus atlanticus

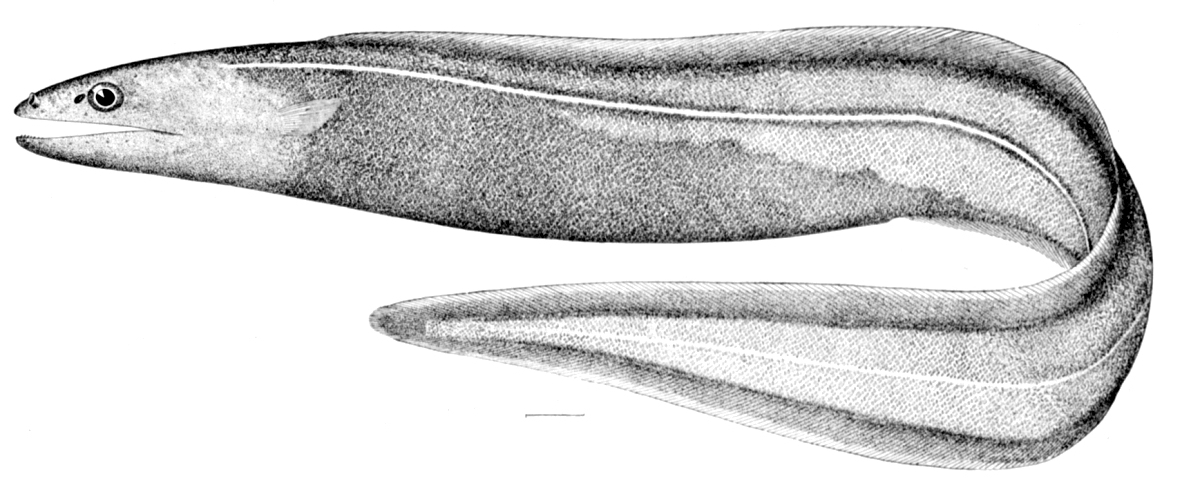
Histiobranchus bathybius

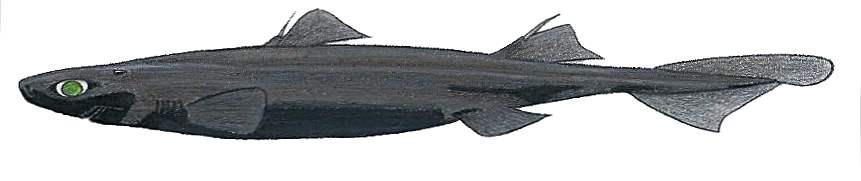
Etmopterus granulosus

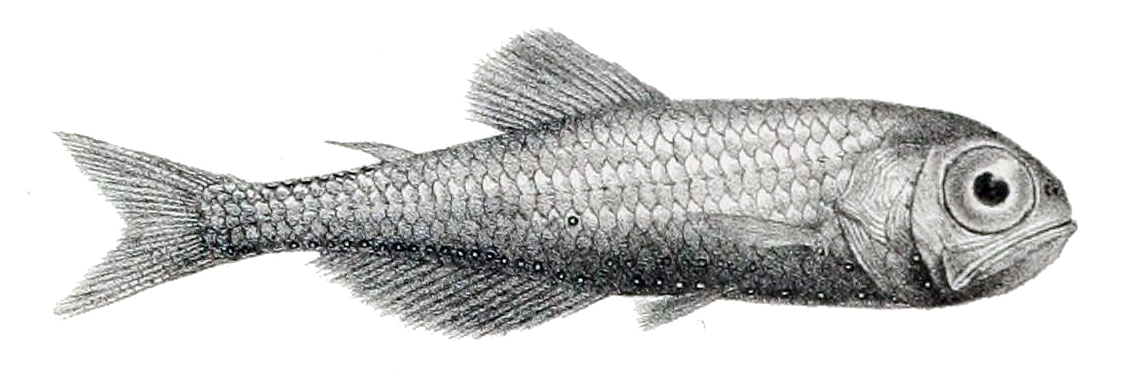
Electrona antarctica

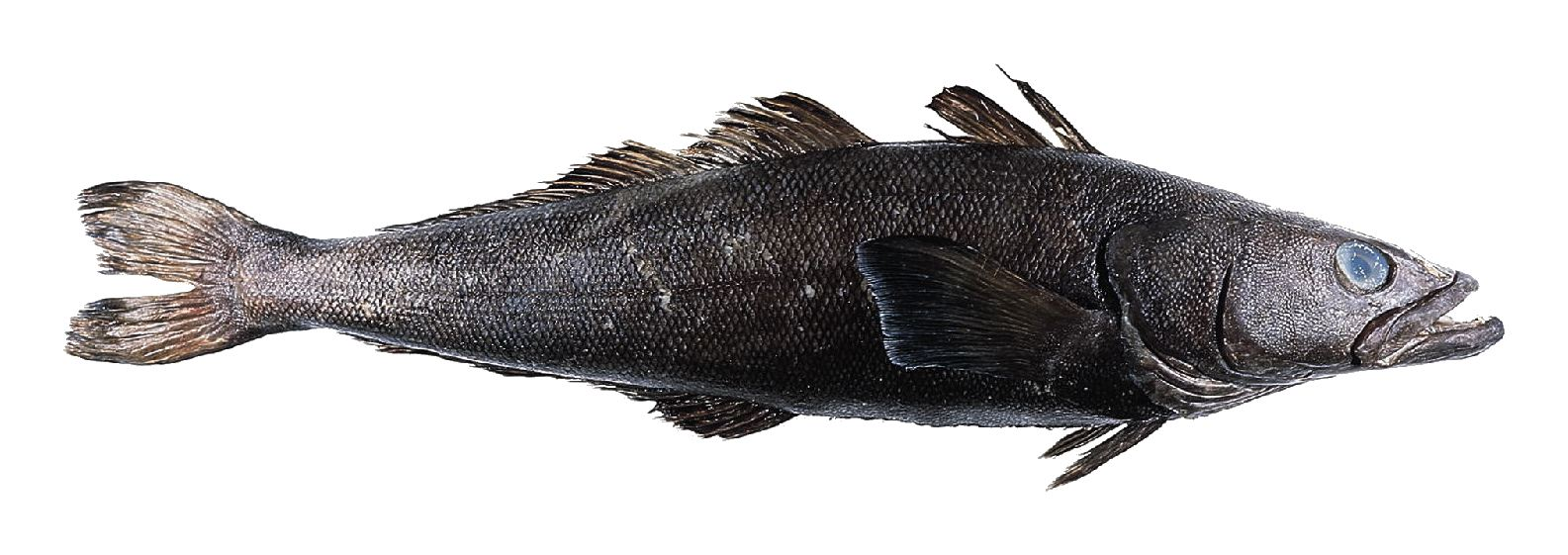
Dissostichus eleginoides

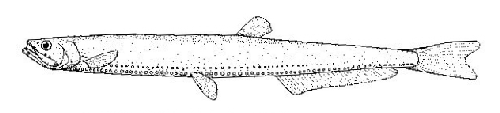
Diplophos rebainsi

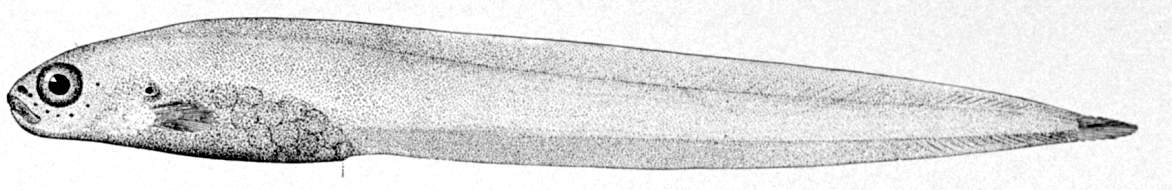
Melanostigma gelatinosum

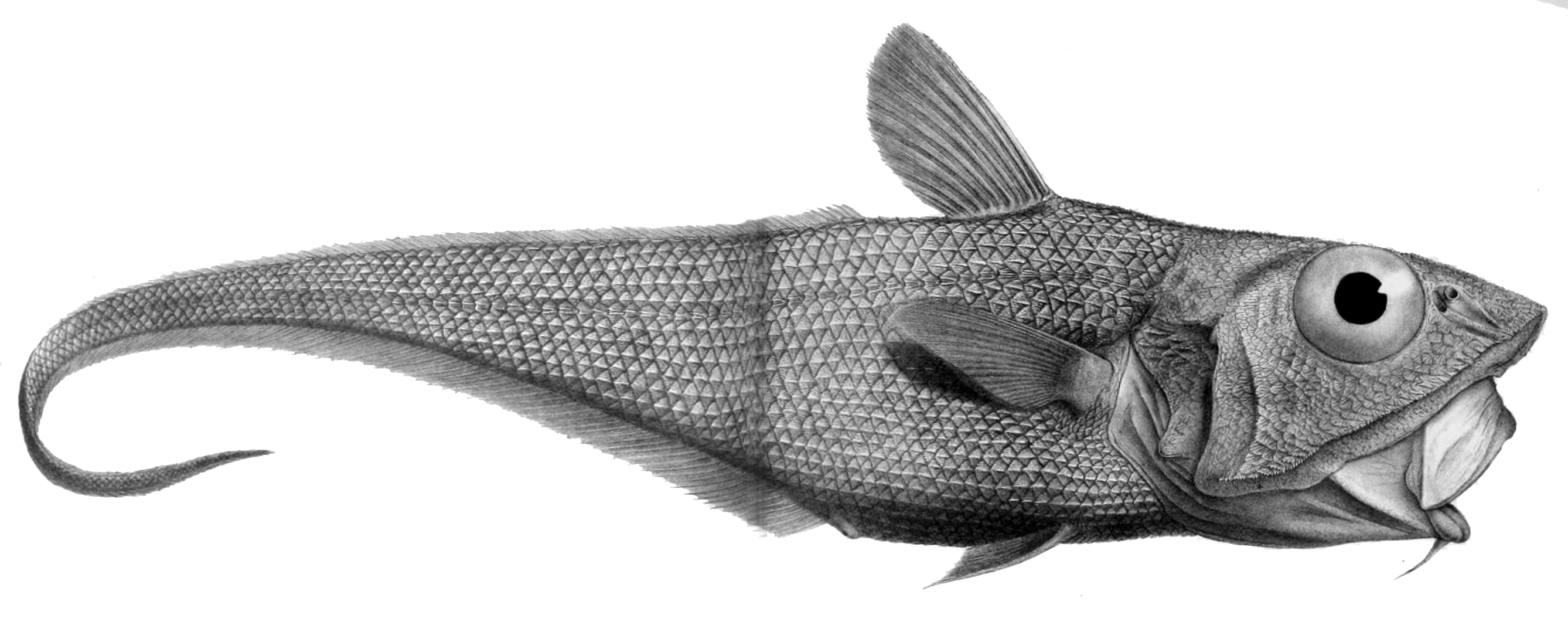
Macrourus carinatus

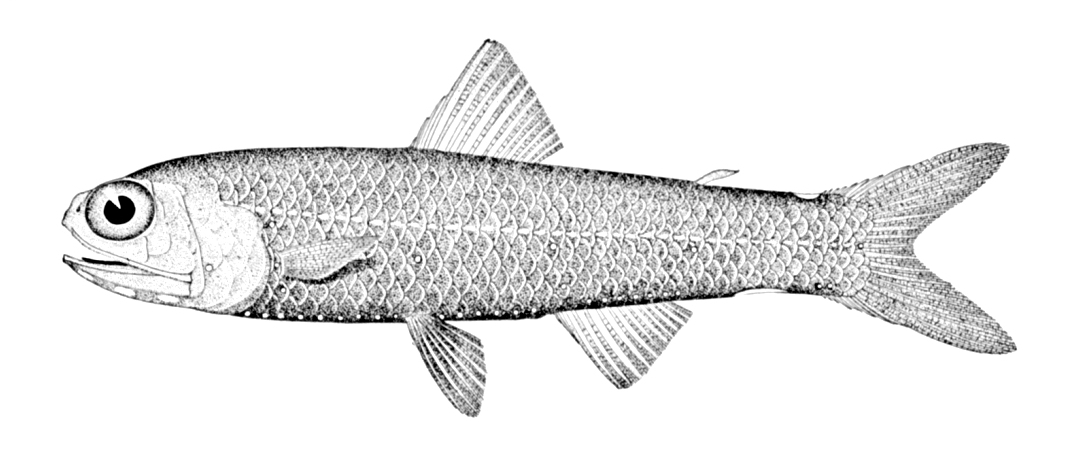
Lampadena speculigera

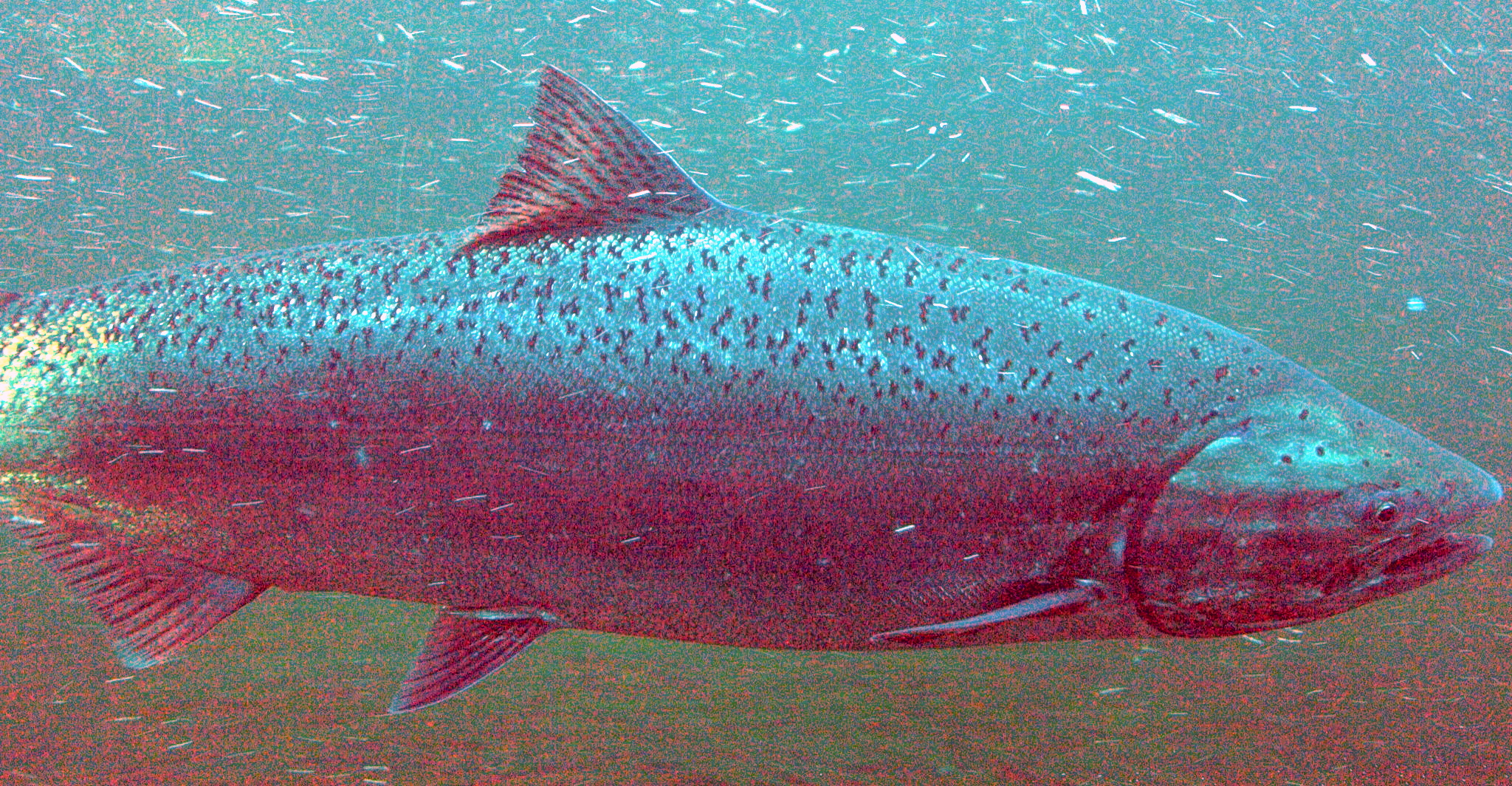
Oncorhynchus tshawytscha

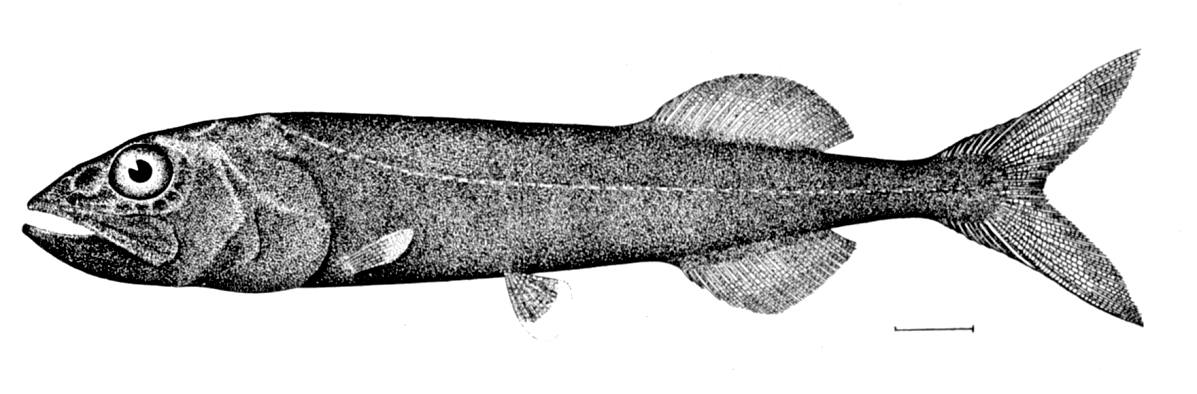
Rouleina attrita

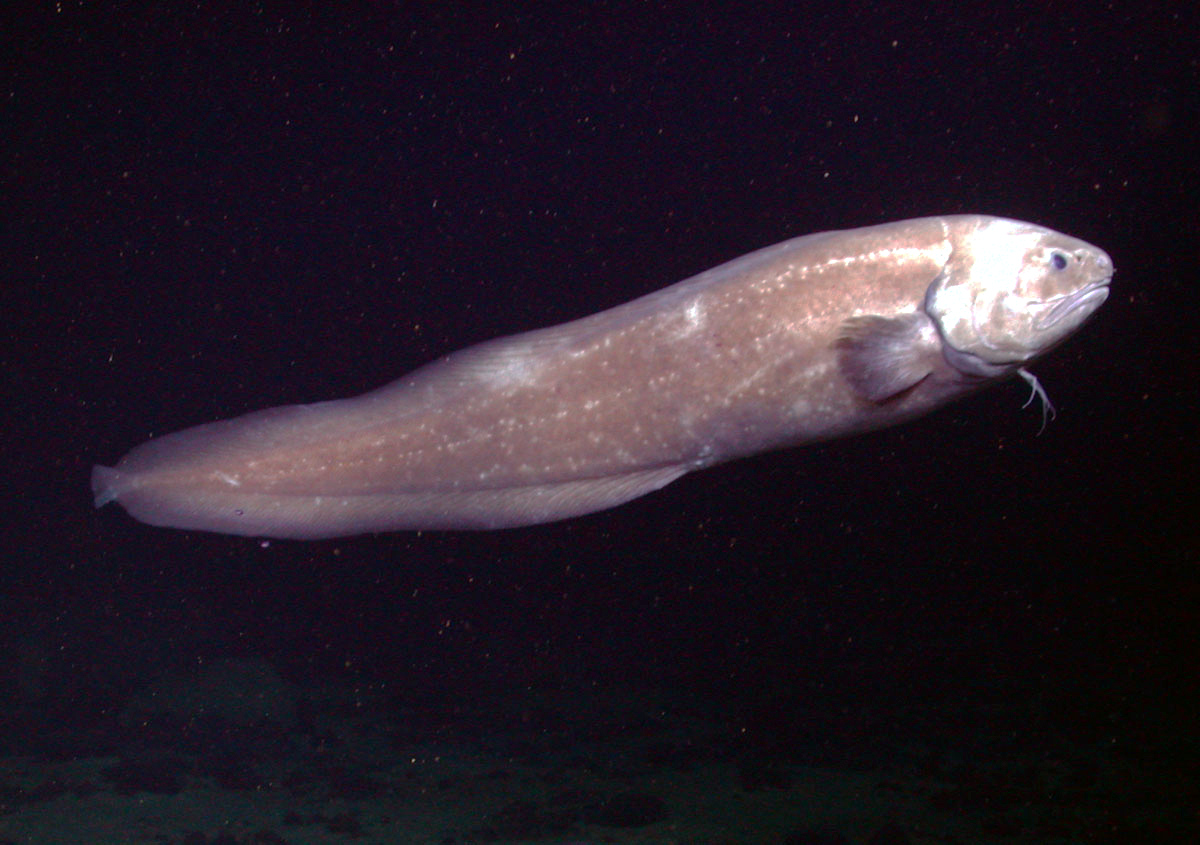
Spectrunculus grandis

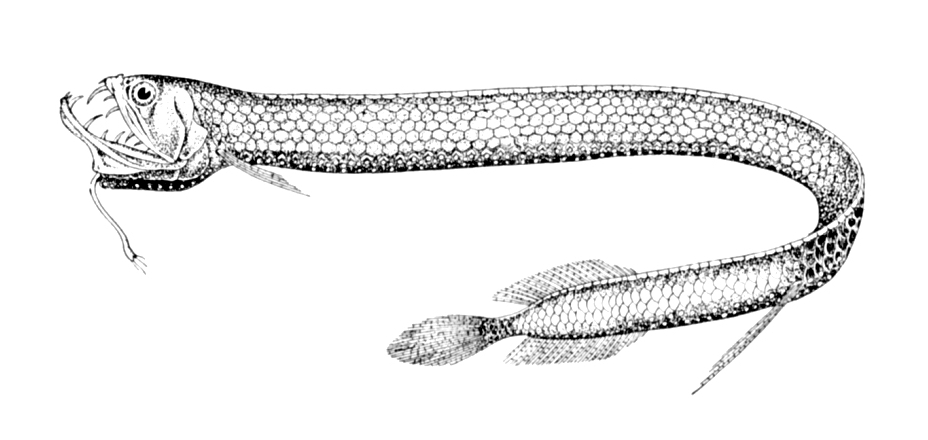
Stomias boa boa

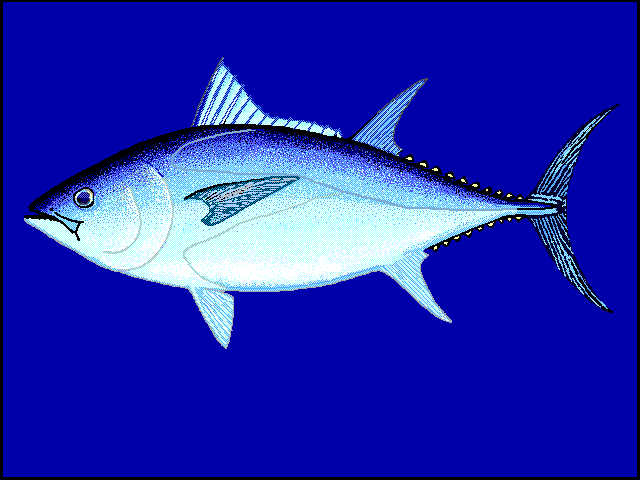
Tonyina del sud (Thunnus maccoyii)

Aquesta llista de peixos de les illes Kerguelen inclou 135 espècies de peixos que es poden trobar a les illes Kerguelen ordenades per l'ordre alfabètic de llur nom científic.

## A
- Achiropsetta tricholepis
- Alepisaurus brevirostris
- Alepocephalus antipodianus
- Allocyttus niger
- Anotopterus vorax
- Antimora rostrata
- Arctozenus risso
- Astronesthes psychrolutes

## B
- Bathydraco antarcticus
- Bathylagus tenuis
- Bathyraja eatonii
- Bathyraja irrasa[1]
- Bathyraja murrayi
- Bathyraja smithii
- Benthalbella elongata
- Benthalbella macropinna
- Borostomias antarcticus

## C
- Centroscymnus coelolepis
- Ceratias tentaculatus
- Champsocephalus gunnari
- Channichthys mithridatis[2]
- Channichthys normani
- Channichthys panticapaei
- Channichthys rhinoceratus
- Channichthys rugosus
- Channichthys velifer
- Chauliodus sloani
- Chiasmodon niger
- Coryphaenoides armatus
- Coryphaenoides carapinus
- Coryphaenoides fernandezianus
- Coryphaenoides filicauda
- Coryphaenoides lecointei
- Cyclothone microdon
- Cynomacrurus piriei

## D
- Diaphus hudsoni
- Diastobranchus capensis
- Diplophos rebainsi
- Dissostichus eleginoides

## E
- Ebinania macquariensis
- Echiodon cryomargarites
- Electrona antarctica
- Electrona carlsbergi
- Electrona paucirastra
- Electrona subaspera
- Etmopterus granulosus

## G
- Gobionotothen acuta
- Guttigadus kongi
- Gymnoscopelus bolini
- Gymnoscopelus braueri
- Gymnoscopelus fraseri
- Gymnoscopelus hintonoides
- Gymnoscopelus microlampas
- Gymnoscopelus nicholsi
- Gymnoscopelus piabilis

## H
- Halargyreus johnsonii
- Harpagifer kerguelensis
- Harpagifer spinosus
- Histiobranchus bathybius

## I
- Idiacanthus atlanticus

## K
- Kali macrura
- Krefftichthys anderssoni

## L
- Lamna nasus
- Lampadena speculigera
- Lampichthys procerus
- Lampris immaculatus
- Lepidion ensiferus
- Lepidonotothen mizops
- Lepidonotothen squamifrons
- Luciosudis normani
- Lycenchelys hureaui
- Lycodapus antarcticus

## M
- Macroparalepis macrogeneion
- Macrourus carinatus
- Magnisudis prionosa
- Mancopsetta maculata maculata
- Maurolicus muelleri
- Melanonus gracilis
- Melanostigma gelatinosum
- Melanostigma vitiazi
- Metelectrona ventralis
- Muraenolepis marmorata
- Muraenolepis orangiensis

## N
- Nannobrachium achirus
- Nansenia antarctica
- Neoachiropsetta milfordi
- Notacanthus chemnitzii
- Notolepis annulata
- Notolepis coatsi
- Notomuraenobathys microcephalus
- Notophycis marginata
- Notothenia coriiceps
- Notothenia cyanobrancha
- Notothenia rossii

## O
- Oncorhynchus kisutch
- Oncorhynchus mykiss
- Oncorhynchus tshawytscha

## P
- Paradiplospinus antarcticus
- Paradiplospinus gracilis
- Paraliparis copei kerguelensis
- Paraliparis neelovi
- Paraliparis obliquosus
- Paraliparis operculosus
- Paraliparis thalassobathyalis
- Paranotothenia magellanica
- Polyacanthonotus challengeri
- Poromitra atlantica
- Poromitra crassiceps
- Protomyctophum andriashevi
- Protomyctophum bolini
- Protomyctophum choriodon
- Protomyctophum gemmatum
- Protomyctophum luciferum
- Protomyctophum normani
- Protomyctophum parallelum
- Protomyctophum tenisoni
- Pseudocyttus maculatus
- Pseudoicichthys australis
- Pseudoscopelus scriptus

## R
- Rouleina attrita

## S
- Salmo salar
- Salmo trutta trutta
- Salvelinus alpinus alpinus
- Salvelinus fontinalis
- Salvelinus namaycush
- Scopelosaurus hamiltoni
- Sio nordenskjoldii
- Somniosus microcephalus
- Spectrunculus grandis
- Squalus acanthias
- Stomias boa boa
- Stomias gracilis

## T
- Thunnus maccoyii
- Trigonolampa miriceps

## Z
- Zanclorhynchus spinifer[3][4]